# THE MIDWEST VIKINGS
THE MIDWEST VIKINGS（ザ・ミッドウエスト・バイキングス）は2005年に結成された日本のロックバンド。

## 概要・略歴
メンバーの詳細は一切不明だが、タワーレコードなどの大型CDショップでは「元thee michelle gun elephantのチバとクハラが共演！」などのポップが置かれていた。ジャケット写真ではメンバー全員がFC東京のユニフォームを着用し、テンガロンハットにサングラスという格好のため、顔や見た目でその人物を特定することはできないが、LACOSTEの歌声や歌いまわしはチバユウスケにそっくりである。本人たちによる活動の有無に対してのアナウンスはないが、実質、FC東京の応援歌を収録したマキシシングル一枚のみの活動となっている。カバー曲以外の作詞作曲はLACOSTEが担当し、編曲はメンバー全員で施されている。

## メンバー
- 02：LACOSTE（ラコステ） - Vocal & Guitar
- 07：ARNOLD（アーノルド） - Guitar
- 13：TOROY（トロイ） - Wood Bass
- 69：HANG TEN（ハン・テン） - Drums & Pianica

数字はそれぞれの背番号となっている。

## 作品

### マキシシングル
- VAMOS TOKYO! (2005年10月5日 / TERNG-063)
  - Jリーグ、FC東京の（非公式）応援歌[1]。

1. VAMOS TOKYO!
  - TOKYO MX「Jリーグ中継」イメージソング[2]。
2. Let's Kick Go Go Blue and Red Boys
  - TOKYO MX「FC東京ホットライン」挿入歌[2]。
3. You'll Never Walk Alone（カバー曲）